# Тарновський Михайло Володимирович
Тарновський Михайло Володимирович (1(13) січня 1865 р., Качанівка — 2 травня 1943 року, Київ) — онук Василя Тарновського старшого, понад 40 років досліджував меценатську діяльність родини Тарновських, залишивши цінні матеріали з історії вітчизняної минувшини.

## Життєпис
Народився 1(13) січня 1865 р. на Чернігівщині у садибі Качанівка Парафіївського маєтку свого діда, В.В. Тарновського-старшого (1810–1866), відомого юриста і громадського діяча середини ХІХ ст. Батько Михайла Володимировича, Володимир  Васильович Тарновський (1840–1921), був його молодшим сином.
Хрещення Михайла Володимировича відбулося у садибній церкві Георгія Хозевіта  с. Качанівка, а хрещеними  батьками були дідусь М. А.  Білуха-Кохановський (1809–1891) і бабуся Л. В. Тарновська (1813–1898).
В Качанівці він прожив перші десять років. 1867 року його мати Надія Михайлівна придбала у Києві за адресою вул. Велика Підвальна, 30 великий гарний особняк.
У 1884 р. Михайло закінчив 6-й клас основного відділення Київського реального училища. Потім ще навчався в московському реальному училищі. 1886 року виїхав до Швейцарії, де прожив вісім років, здобув освіту, ймовірно, історико-філологічну, судячи зі збережених рукописів, листування, опублікованих статей. Писав вірші російською і французькою. У сімейному архіві збереглися його неопубліковані оповідання, подорожні спогади, у тому числі про Качанівку, про поїздку в десятилітньому віці до діда Михайла Андрійовича Білухо-Кохановського, багатого полтавського поміщика і громадського діяча, камергера.
Повернувся зі Швейцарії у 1894 році, привіз звідти 17-літню наречену Берту Густавівну Цурбюхен, дочку депутата лівого крила парламенту. Вона народила йому доньок: у 1895-му – Надію, а рік потому Олену. В 1899 році Берта померла у віці лише 22 роки, при народженні сина Володимира. Вдівець залишився з трьома дітьми, переїхав до матері у Київ.
Працював у Київському губернському попечительстві дитячих притулків (Весь Киев. 1899. С. 479). У довідниках «Весь Київ» від 1902 до 1913 року записано: Михайло Володимирович Тарновський – чиновник особливих доручень при київському генерал-губернаторі.
В 1902 році Михайло Володимирович був одним із засновників і активним учасником «Фотографічного товариства Дагера». Його фотороботи були нагороджені дипломами й медалями на багатьох міжнародних виставках. Збереглися 24 його виставочні фотографії в запасниках Національного історичного музею та Національного художнього музею.
В журналі «Столица и усадьба» за 1915 рік опублікував статтю про Качанівку – дуже докладний опис архітектури, побуту, укладу родини
Ймовірно, у січні 1918 року син Володимир загинув у бою під Крутами. В 1919 році Михайло Володимирович взяв дружиною молодшу нього на 36 років Юхимію Іванівну Середу, з бідної багатодітної родини. Вони познайомилися в домі відомих київських професорів Думитрашко, куди в 13 років її привезли з маєтку Скоропадських Ярошівка (нині Українське). Спершу вона була компаньйонкою їхньої дочки Наталки. А коли та виїхала вчитися, стала домоправителькою, під її керівництвом були двірник, покоївка, куховарка.
1917 рік Михайло Володимирович зустрів мужньо, намагаючись зберегти те своє майно, що мало історико-культурну цінність. Скористався можливістю передати до музейних установ на тимчасове зберігання картини, що залишилися йому у спадок, зокрема з Качанівки. Добре знався з дореволюційних часів з М. Ф. Біляшівським, а у роки революції познайомився з молодим випускником Київського університету Ф. Л. Ернстом, який з березня 1919 р. входив до складу надзвичайної об’єднаної комісії з обліку, охорони та реквізиції пам’яток мистецтва Київської губернії. Це допомогло Михайлу Володимировичу зберегти від реквізиції цінне майно і картини, які залишилися в його власності після експропріації більшовиками у 1917 р. Є копія списку з 16 картин відомих російських та зарубіжних майстрів, що були передані ним І Державному музею Києва на зберігання. На знак подяки Михайло Володимирович подарував музею картину В. І. Штернберга «Переправа через Дніпро під Києвом» (1837 р.). й інші картини.
Працював художником-фотографом окружного відділу працівників мистецтва, був змушений продавати свої книги з мистецтва, фотографії тощо.
В 1921 році у Юхимії та Михайла Володимировича народилася дочка, але невдовзі померла від запалення легенів. Після цього довго не хотіли дітей. А в 1936 році народилася Ірина. Батькові тоді був 71 рік, донькою він страшенно пишався. Коли йшов з візитами до друзів, завжди брав із собою. І коли йшли київським вуличками, німецькою пояснював дитині назви різних предметів.
Ходили в гості до Котарбинських (вони жили в тому ж будинку), до Прахових (знав Адріана Прахова, дружив з його сином художником Миколою Праховим), скульптора Макса Гельмана, Андрієвських, Пирогових, Дараганів, Галаганів... Син Галаганів Аркадій учив Ірину англійської мови...
Після революції були націоналізовані великий особняк по вулиці Великій Підвальній, 30-а і сусідній прибутковий будинок (ріг вул. Столипінської і Великої Підвальної), що належали матері Надії Михайлівні. Але збереглася фотокопія постанови ВУЦВК 1928 року: з огляду на заслуги роду Тарновських, особняк денаціоналізований на користь Михайла Володимировича. Щоправда, він туди чомусь не переїхав.
Потім особняк знову відібрали. Родині виділили 5-кімнатну квартиру на вулиці Рейтарській, 28, кв. 3. Там в 1933 році Надія Михайлівна й померла. Потім, точно як в булгаковському «Собачому серці», почалося ущільнення. Дві кімнати віддали єврейській родині Яноверів, дві – працівникам трамвайного парку Бабушановим. Тарновським залишили найхолоднішу 16-метрову кімнату, прямо над під’їздом.
В 1941-му чоловіча половина родини Яноверів пішла на фронт, а жіноча – на Бабин Яр. Тарновські зайняли їх кімнати. Михайло Володимирович переніс запалення легенів, що дало ускладнення, довго лежав, помер 2 травня 1943 року. Його особняк був зруйнований.